# Canoo Minivan
Canoo Minivan – elektryczny samochód osobowy typu minivan klasy średniej produkowany pod amerykańską marką Canoo w latach 2023–2025.

## Historia i opis modelu

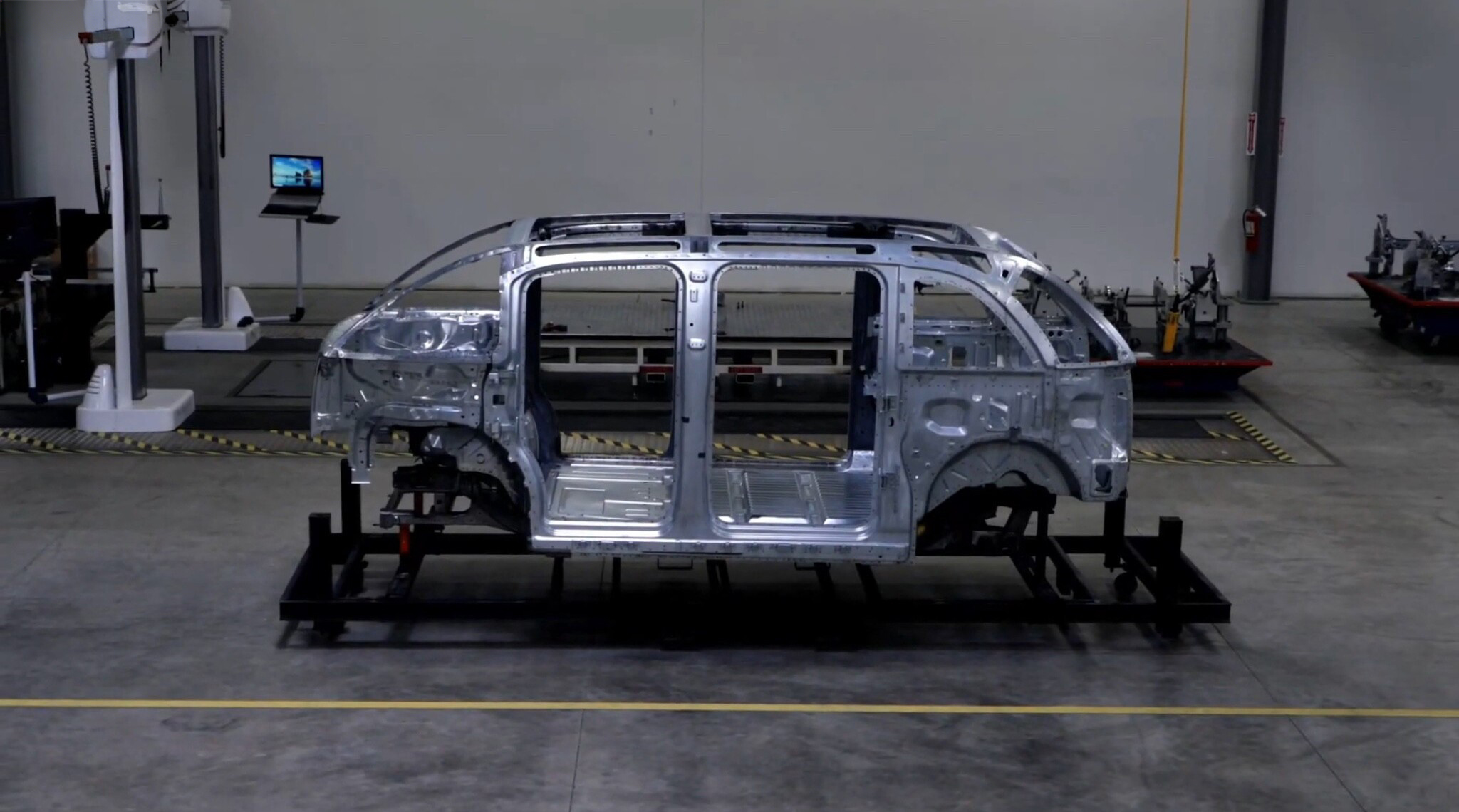
Canoo Minivan - szkielet

We wrześniu 2019 roku założony przez pracujących w Stanach Zjednoczonych niemieckich menedżerów startup Canoo przedstawił swój pierwszy projekt samochodu w postaci awangardowo stylizowanego, jednobryłowego minivana. Pojazd zyskał obłą, pękatą sylwetkę charakteryzującą się dużą przeszkloną powierzchnią i oświetleniem full LED. Za projekt pojazdu odpowiedzialny był projektant Richard Kim, wcześniej odpowiedzialny za prace nad wyglądem BMW i3 i i8.
Kabina pasażerska Canoo Minivan została zaprojektowana w inspiracji układem nowoczesnego pokoju dziennego, z przestrzenią wygospodarowaną dla 7 pasażerów w układzie okalającym krawędzie kabiny. W pierwszym rzędzie siedzeń umieszczono z kolei dwa samodzielne fotele, z nietypowo ukształtowaną kierownicą w kształcie zaokrąglonego prostokąta. Skrajnie minimalistyczny kokpit pozbawiono wyświetlaczy dotykowych, a przestrzeń między fotelami a przodem jest całkowicie pusta.

### Pickup
W marcu 2021 roku Canoo przedstawiło drugą odmianę nadwoziową swojego planowanego pojazdu w postaci półciężarówki Canoo Pickup. Wyposażony w skrzydłowe drzwi wyróżnia się dużą przestrzenią transportową, oponami o wyższym profilu, klatkowym bagażnikiem dachowym, a także inną stylizacją pasa przedniego z m.in. uchylaną klapą do dodatkowej przestrzeni bagażowej między reflektorami, tzw. frunk.

### Sprzedaż
Produkcja Canoo Minivan rozpoczęła się w 2023 roku, rok później niż pierwotnie zakładano, z ceną za najtańszy egzemplarz wynoszącą 34 750 dolarów na wewnętrznym rynku amerykańskim (wbrew wcześniejszym planom, pojazd nie będzie ostatecznie dostępny wyłącznie w modelu subskrybcji). Produkcja pojazdu ulokowana została w zakładach w Pryor Creek w stanie Oklahoma z myślą o rynkach globalnych. Canoo Pickup trafił do produkcji równolegle.

### Dane techniczne
Canoo Minivan napędzany jest silnikiem elektrycznym przenoszącym moc na tylną oś, rozwijając moc 300 KM i 425 Nm maksymalnego momentu obrotowego, co pozwala rozpędzić się maksymalnie do elektronicznie ograniczonych 200 km/h. Bateria o pojemności 80 kWh pozwala przejechać na jednym ładowaniu ok. 402 kilometry, a dzięki złączu DC w 28 minut można uzupełnić do 80% stanu akumulatora.
Innymi parametrami technicznymi charakteryzuje się odmiana Pickup. Zamiast na tylną oś, pojazd posiada napęd na cztery koła, AWD, z kolei silnik elektryczny rozwija większą moc 600 KM i maksymalny moment obrotowy 746 Nm. Bateria pojazdu charakteryzuje się jednak mniejszym zasięgien na jednym ładowaniu, który wynosi ok. 322 kilometry.